# 이의선 (아나운서)

이의선은 대한민국의 KBS 공채 30기 아나운서이다. 배우자는 정은숙 아나운서.

## 경력
- 2004년 KBS 공채 30기 아나운서

KBS강릉방송국 2004년~
KBS춘천방송총국 2010년~
KBS강릉방송국 2019.3~
KBS춘천방송총국 2021.4~

## 진행

### TV
- KBS춘천 1TV : KBS 뉴스 9 강원
- KBS춘천 1TV : KBS뉴스광장 강원
- KBS춘천 1TV : 렛츠고 평창 웃어라 대한민국
- KBS춘천 1TV : KBS 뉴스 7 강원
- KBS강릉 1TV : KBS 뉴스 930 강릉
- KBS강릉 1TV : KBS 뉴스 9 강릉

### 라디오
- KBS춘천 제1라디오 : 컬처 강원
- KBS춘천 제1라디오 : 공감 5시
- KBS강릉 제1라디오 : 영동포커스
- KBS춘천 제1라디오 : 강원의 아침